# Spökord
Spökord är inom lexikologi ord som uppstått i ordbok. Det kan vara påhittade ord som upphovsrättsinnehavaren har lagt in avsiktligt för att kunna avslöja de som kopierar ordboken; det kan också handla om oavsiktliga fel. 
I motsats till så kallade hapax legomenon-ord som finns i en enda källa, så återfinns spökord inte i någon källa.

## Exempel
- Sohlmans musiklexikon nämner den påhittade turkiske musikforskaren Metaf Üsic [2]
- Columbia Encyclopedia från 1975 innehåller en artikel om fontändesignern Lillian Virginia Mountweazel.[3]
- Pauly–Wissowa-encyklopedin från 1986 har en artikel om en antik fotbollsvariant vid namn Apopudobalia.[4]

## Fotnoter
1. ↑  Sten Thaning (2001). ”Stens Sax och PC nr 2”. http://www.lysator.liu.se/~unicorn/fandom/fanzines/stenssaxochpc/sspc3.pdf.
2. ↑  Andrs Beyer (2000). ”Så er det sagt”. Dansk Musik Tidsskrift. DetVirtuelleMusikbibliotek. Arkiverad från originalet den 10 april 2008. https://web.archive.org/web/20080410020332/http://dvm.nu/hierarchy/periodical/dmt/1999-2000/07/?show=data%2Fperiodical%2Fdmt%2F1999-2000%2F7%2Fperiodical-dmt1999-2000_7_13.tkl&type=periodical.
3. ↑  The New Yorker 29 augusti 2005:Not a Word
4. ↑  Der Spiegel: Scherzeinträge in Lexika, Von Steinläusen und Kurschatten